# Лейк, Леонард
Леонард Лейк (англ. Leonard Lake; 29 октября 1945, Сан-Франциско, Калифорния, США — 6 июня 1985) — американский серийный убийца, который совместно с сообщником Чарльзом Ыном с 1982 по 1985 год совершил как минимум 11 убийств на территории округа Калаверас в штате Калифорния. Всего же Лейк подозревался в совершении 25 убийств.

## Биография Лейка
Леонард Томас Лейк родился 29 октября 1945 года в Сан-Франциско (штат Калифорния). Имел несколько братьев и сестёр. Когда Леонарду было 6 лет, его родители развелись. Леонарда вместе с родными братьями отослали жить к бабушке и дедушке. Он был умным ребёнком, но имел навязчивую страсть — порнографию. По-видимому, эта идея произошла после просмотра фотографий его обнажённых сестёр, сделанных им с попустительства бабушки. Есть предположение, что Лейк домогался своих сестёр.
Леонард посещал школу Balboa High School, которую окончил в 1964 году. После окончания школы Лейк в июне того же года завербовался в армию США. Он был зачислен в корпус морской пехоты и вскоре был отправлен для прохождения дальнейшей службы во Вьетнам, где провёл два срока, но не принимал участия в военных действиях. Леонард проходил службу на авиабазе в городе Дананг в качестве оператора радара. В 1969 году он вернулся в США и продолжил службу на базе Кэмп-Пендлтон в округе Сан-Диего, но вскоре в связи с психическими проблемами был отстранён от дальнейшего несения военной службы и отправлен для лечения в госпиталь. После двухлетнего лечения, в апреле 1971 года, после диагноза «шизоидное расстройство личности» Лейк был уволен из рядов армии США по состоянию здоровья и ему был назначен курс психотерапии.
Через год, в 1972 году Леонард переехал в город Сан-Хосе (штат Калифорния) и поступил в университет штата в Сан-Хосе, однако был отчислен после первого семестра. После отчисления Лейк нашёл работу продавца в магазине и в течение ряда следующих лет сменил несколько профессий в основном в строительной сфере. В это время он начал демонстрировать патологически повышенное половое влечение и половую активность, вследствие чего стал увлекаться просмотром и коллекционированием фото- и видеоматериалов эротического содержания, а также был замечен в вуайеризме, благодаря чему привлёк внимание местной полиции и несколько раз подвергался аресту за нарушение общественного порядка. В середине 1970-х годов он встретил женщину, которая вскоре стала его женой, но брак продержался недолго и в 1976 году они развелись. После развода Лейк покинул Сан-Хосе и переехал на территорию округа Мендосино, весьма популярного среди жителей Калифорнии вследствие тихоокеанского побережья, обилия лесов секвойи, заводами по производства вина, обилием пивоварен и либеральными взглядами на легализацию марихуаны. В начале 1980 года он познакомился с 23-летней Кларалин Балаш, на которой женился в 1981 году. В этот период большинство знакомых Лейка отзывались о нём положительно. Леонард был известен как волонтёр благотворительной организации «North Coast Opportunities», которая занималась теплоизоляцией домов престарелых в Сан-Франциско, также он сотрудничал с должностными лицами пожарной охраны в округе Мендосино и принимал добровольное участие в обеспечении условий пожарной безопасности. Женившись на Кларалин Балаш, Лейк стал посещать церковную службу. Будучи фанатом военного дела, Леонард принимал участие в редактировании статей в журнале «War Games Magazine» и был завсегдатаем любительских военных сборов, которые проходили на одном из ранчо недалеко от города Юкайа, где участники сборов получали навыки работы с оружием и другой различной военной техникой в полевых условиях.

## Биография Ына
Чарльз Читат Ын родился 24 декабря 1960 года в Гонконге в семье успешного бизнесмена. Несмотря на отсутствие материальных трудностей, детство и юность Чарльз провёл в социально-неблагополучной обстановке, так как его отец Кеннет Ын придерживался авторитарного стиля воспитания и подвергал сына агрессии и физическим нападкам. В начале 1970-х годов Чарльз стал испытывать психологический дискомфорт и начал демонстрировать девиантное поведение, а также стремление к нонконформизму, вступив с отцом в затяжной конфликт. Чарльз из-за проблем с дисциплиной, успеваемостью и хронических прогулов был вынужден сменить несколько школ, после чего отец в 1976 году отправил его в Англию, где Чарльз был зачислен в учебное заведение «Bentham Grammar School» в графстве Йоркшир. Оказавшись без поддержки родителей, Чарльз стал более дисциплинированным, благодаря чему в 1978 году сумел окончить школу. В школьные годы Чарльз занялся спортом, в частности, увлёкся изучением боевых искусств восточноазиатского происхождения, по причине чего его физическое развитие шло быстрее, чем у его ровесников. В этот период Ын стал демонстрировать признаки клептомании. В год окончания школы он был несколько раз пойман на совершении краж у одноклассников и из магазинов. После окончания школы Ын эмигрировал в США по студенческой визе. Он остановился в городе Сан-Леандро, где проживали его родственники и поступил в частный католический университет Университет Нотр-Дам де Намюр в калифорнийском городе Белмонт, где начал изучать биологию. Однако Чарльз быстро охладел к учёбе, стал злоупотреблять хроническими прогулами, вследствие чего был отчислен из университета по окончании первого семестра.
Бросив университет, Ын некоторое время жил на материальном обеспечении родственников, периодически совершая мелкие кражи. Осенью 1979 года Чарльз стал виновником ДТП, в результате которого были пострадавшие. Он скрылся с места происшествия. Будучи объявленным в розыск, он отправился в Сан-Франциско, где при содействии своего знакомого получил фальшивые документы, согласно которым стал гражданином США и уроженцем города Блумингтон (штат Индиана). Используя фальшивые документы, Ын явился на призывной участок и в конце 1979 года завербовался в армию США. Он был зачислен в Корпус морской пехоты США. В период с 1979 по 1981 годы Чарльз Ын проходил военную службу на авиабазе «Kaneohe Bay Marine Corps Air Station», расположенную на острове Оаху (штат Гавайи), в звании младшего капрала. 13 октября 1981 года Чарльз совместно с тремя сослуживцами был уличён в краже с армейских складов оружия. В ходе расследования было установлено, что Ын похитил огнестрельного оружия на сумму в 11 406 долларов, в том числе несколько гранатомётов, штурмовых винтовок и приборов ночного видения. Узнав об предстоящем аресте, 11 ноября того же года Ын сумел покинуть расположение военной части и скрыться, после чего был объявлен в розыск. Чарльз отправился в Северную Калифорнию, где вскоре познакомился с Леонардом Лейком. Лейк и Ын демонстрировали идентичную страсть к патологическим удовольствиям и оба были фанатами оружия и боевых искусств, вследствие чего вскоре стали близкими друзьями. Вскоре Лейк познакомил Чарльза со своей женой и предоставил ему место жительства на своём ранчо в городе Фило, в 100 милях к северу от Сан-Франциско. В апреле 1982 года в ходе полицейской операции с участием агентов ФБР Лейк и Чарльз Ын были арестованы на территории ранчо. В ходе обыска было обнаружено большое количество огнестрельного оружия, благодаря чему Леонарду Лейку было предъявлено обвинение в незаконном хранении оружия, но был освобождён из-под стражи на время расследования, заплатив в качестве залога 50 000 долларов, после чего скрылся и был объявлен в розыск. Чарльз Ын был осуждён по обвинению в краже государственного имущества и приговорён к 14 годам лишения свободы. Он был этапирован в военную тюрьму «Форт Ливенворт», где находился до июня 1984 года, после чего был освобождён, ожидая экстрадиции обратно в Гонконг. Из-за административной ошибки Служба гражданства и иммиграции США затянула процесс экстрадиции, благодаря чему Ын сумел скрыться и снова отправился в штат Калифорния.
После ареста Кларалин Балаш развелась с Лейком, но продолжала состоять с ним в отношениях. При её поддержке Лейк, будучи в розыске, поселился на ранчо в небольшом городе Уиллсивилл в округе Калаверас в 125 милях к юго-востоку от Сан-Франциско, владельцами которого были родители Балаш. В течение последующих трёх лет Лейк проживал на ранчо под вымышленным именем и вёл затворнический образ жизни. В октябре 1984 года Чарльз Ын в очередной раз был арестован во время совершения кражи постельных принадлежностей из магазина стоимостью в 52 доллара в городе Дейли-Сити. На следующий день он позвонил Балаш и попросил её заплатить за него залог в размере 1000 долларов США. После выплаты залога Балаш сообщила местонахождение Леонарда Чарльзу Ыну. Вскоре он также поселился на ранчо и стал проживать совместно с Лейком, после чего на ранчо произошла серия убийств.

## Разоблачение
2 июня 1985 года Чарльз Ын был уличён в краже тисков стоимостью 75 долларов из одного хозяйственного магазинов в южном Сан-Франциско. Леонард Лейк, который во время совершения кражи находился в салоне автомобиля, припаркованного возле магазина, вышел из автомобиля и попытался урегулировать конфликт, заплатив продавцу стоимость украденного товара, но продавец к тому времени уже вызвал полицию. Во время приезда полиции Чарльз Ын сумел скрыться, благодаря чему оставшийся на месте преступления Леонард Лейк подвергся допросу. Лейк предъявил документы на имя 26-летнего Робина Стэпли, что вызвало определенные сомнения, учитывая наличие у Лейка обширных залысин и проблем с лишним весом. Полиция обыскала его автомобиль, в котором находился револьвер 22-го калибра, глушитель и пули. Сравнив серийные номера автомобиля Лейка с серийными номерами из списка угнанных автомобилей, полиция выяснила, что автомобиль, на котором передвигались преступники, принадлежал 39-летнему Полу Коснеру, который пропал без вести 2 ноября 1984 года в Сан-Франциско, после чего Лейк был доставлен в полицейский участок для выяснения обстоятельств. В ходе допроса Леонард назвал своё настоящее имя и имя своего сообщника, а также признался, что находится в розыске с 1982 года. Для того чтобы дать написать записку своей бывшей жене, ему была предоставлена бумага и ручка. Написав несколько строчек, Лейк попросил стакан воды, выпив который, упал в обморок, после чего был отправлен в больницу. В ходе обследования было установлено, что Лейк проглотил таблетку с цианидом, что вызвало поражение его центральной нервной системы, вследствие чего он впал в кому. Его подключили к аппарату искусственной вентиляции лёгких, но из-за осложнений он умер 6 июня того же года, а Чарльз Ын был объявлен в розыск. В записке, которая оказалась предсмертной, Леонард Лейк попросил прощения у жены, матери и у своих сестёр.
За день до смерти Лейка полиция допросила Кларалин Балаш, которая под давлением следствия указала адрес проживания Лейка. Явившись на территорию ранчо, полиция обыскала апартаменты, где проживали преступники, и осмотрела территорию, в ходе осмотра обнаружила бункер, который Лейк собственноручно построил в 12 метрах от дома после своего появления на ранчо. В бункере были обнаружены две комнаты, одна из которых содержала кровать и различное оборудование, используемое для эротико-эстетической практики бондаж, а в другой было размещено оборудование для киносъёмки. В ходе осмотра апартаментов Лейка было найдено множество любительских порнографических фильмов, снятых Леонардом, дневников, который он вёл с 1982 года, а также множество видеоплёнок различного содержания. За одним из зданий была обнаружена частично закопанная яма длиной более 3 метров. Проведя осмотр ямы, сотрудники полиции вскоре выкопали человеческую кость, после чего были проведены эксгумационные работы, в ходе которых были обнаружены два полных скелета, а также более 20 кг обугленных костей, которые принадлежали 20 скелетам, в том числе детским. К 17 июня были найдены останки 5 человек, а также обнаружены не менее 7 следов больших костров на территории ранчо, которые, по мнению следствия, использовались Лейком и Ыном для сжигания трупов своих жертв. Изучив видеозаписи и дневники Лейка, следствие установило, что Леонард Лейк был представителем субкультуры «сурвивализм» и активно готовился к ядерной войне, в целях чего возвёл бункер и, испытывая патологически повышенное половое влечение, планировал использовать девушек и женщин в качестве рабынь для сексуальной эксплуатации для продолжения человеческого рода. Мотивы подготовки к катастрофе так и не были установлены. В своём бункере Лейк снял множество любительских порнографических фильмов под названием «Операция Миранда», названной так по имени главной героини романа Джона Фаулза «Коллекционер», фанатом которого он был. Фильмы стали интерпретацией его сексуальных фантазий и содержали сцены сексуальных оргий в формате БДСМ. Также был обнаружен незаконченный роман, в фабульной основе которого лежала охота на сбежавших заключённых в районе горного хребта Сьерра-Невада и озера Тахо, который Лейк писал в течение двух лет, вдохновившись романом Ричарда Коннелла «Самая опасная игра». Из-за появления Кларалин Балаш на нескольких видеозаписях она была также задержана в качестве соучастницы. Получив иммунитет от судебного преследования, она вскоре стала давать показания о том, как развивались события в течение 1982—1985 годов. В ходе опроса соседей Лейка полицией был обнаружен 16-летний подросток, которого Лейк нанял в качестве разнорабочего во время строительства бункера. Подросток заявил, что в течение строительства Лейк неоднократно склонял его к совместному просмотру порнофильмов, но не проявлял к нему никакой агрессии и сексуальных нападок.
18 июля 1985 года с помощью дактилоскопической экспертизы были идентифицированы тела Робина Стэпли и 27-летнего Лонни Бонда, чьи трупы были эксгумированы девятью днями ранее, завёрнутые в мешки и обмотанные скотчем, которые, по словам судмедэксперта, находились в земле от 3 до 6 месяцев. В ходе расследования было установлено, что Лонни Бонд был соседом и другом Леонарда Лейка. Бонд, его жена Бренда, их 2-летний сын Лонни-младший пропали без вести в начале мая 1985 года. После обнаружения тела Бонда в полицию обратился один из друзей убитого, который заявил, что незадолго до своего исчезновения Лонни Бонд находился с Лейком в состоянии конфликта, так как подозревал, что Леонард сексуально надругался над его женой. Семья Бонда совместно со Стэпли проживали в одном фургоне и занимались производством и распространением метамфетамина. Также, помимо Бонда и Стэпли, следствию удалось идентифицировать ещё одну жертву, который был идентифицирован как 36-летний Рэнди Джейкобсон, который пропал без вести в октябре 1984 года в районе Сан-Франциско под названием Хейт-Эшбери. Всего на тот момент на территории ранчо было обнаружено 11 тел. На одной из видеокассет, найденных в апартаментах Лейка, была запечатлена сцена сексуального насилия и различных пыток, которыми Лейк и Чарльз Ын подвергли женщину, прикованную наручниками к стулу. В ходе анализа видеозаписи жертва насилия была идентифицирована как Бренда Оконнор, жена Лонни Бонда.
На другой видеозаписи Чарльз Ын и Лейк совершают акты физического и психологического насилия по отношению к другой молодой девушке, которая была впоследствии опознана как 18-летняя Кейтлин Аллен, чьи останки впоследствии были идентифицированы в ноябре 1985 года по прижизненным рентгеновским снимкам зубов и костей черепа. Аллен познакомилась с Чарльзом Ыном при помощи своего жениха после освобождения Ына из тюрьмы в 1984 году и вскоре приехала в округ Калаверас из города Сан-Хосе по приглашению Чарльза, после чего пропала без вести. Ещё одна девушка, которая также присутствовала на видеозаписи, будучи связанной и закованной в наручниках, была идентифицирована как 33-летняя Дебора Дабс, которая пропала вместе с мужем и 16-месячным сыном 25 июля 1984 года в Сан-Франциско после того, как её муж отправился на встречу с двумя мужчинами, чтобы обсудить продажу киносъёмочного оборудования. В июне 1985 года в ходе обыска апартаментов Лейка оборудование, принадлежавшее Дабсу, было найдено в доме преступника, на основании чего Дебора, Харви и Шон Дабсы были объявлены как потенциальные жертвы Леонарда Лейка и Чарльза Ына.
Кроме этого, в список жертв Лейка попали: 40-летний Пол Коснер, пропавший без вести 2 ноября 1984 года после того, как отправился на встречу с клиентом по поводу продажи своего автомобиля. В день ареста Лейка он находился за рулем автомобиля Коснера; 25-летний Джефф Джеральд, барабанщик музыкальной панк-группы «Crash and Burn», который пропал без вести в феврале 1985 года в Сан-Франциско. Его друзья заявили в полицию о том, что перед исчезновением Джефф собирался оказать помощь своему другу по транспортировке мебели во время переезда на новую квартиру. После разоблачения Лейка и Ына знакомые Джеральда идентифицировали Чарльза Ына в качестве друга Джеральда, которому он планировал прийти на помощь; 30-летний Джеффри Эскрин, который пропал без вести в апреле 1984 года на территории города Саннивейл. После ареста и разоблачения преступников автомобиль Эскрина был найден в лесистой местности недалеко от ранчо Леонарда. Одна из видеокамер, найденных в доме Лейка, была позже опознана друзьями и родственниками Эскрина как ранее принадлежавшая ему; 23-летний Майкл Кэрролл, который был женихом Кейтлин Аллен. На видеозаписи с ее участием Лейк упоминает его имя, уверяя Аллен в том, что Кэррол убит. Родственники Кэролла заявили полиции, что Кэролл был сокамерником Чарльза Ына во время заключения последнего в тюрьме Форт-Ливенпорт; 36-летний Чарльз Гуннар, который был близким другом Леонарда Лейка и свидетелем жениха на его свадьбе в 1981 году. Жена Гуннара сообщила полиции, что он пропал без вести в 1983 году. После смерти Лейка ряд соседей заявили сотрудникам правоохранительных органов о том, что Леонард Лейк использовал его имя в качестве своего вымышленного. Также в список потенциальных жертв попал младший брат Леонарда — 32-летний Дональд Стивен Лейк, который пропал без вести в апреле 1983 года. Мать братьев, Глория Эберлинг после исчезновения Дональда заявила об этом в полицию. Было установлено, что Дональд Лейк в день исчезновения проживал в городе Рино, штат Невада и проводил много времени в обществе лиц, принадлежащих к криминальной субкультуре. Несмотря на отсутствие доказательств причастности Леонарда к исчезновению брата, Кларалин Балаш летом 1985 года заявила полиции о том, что Леонард обвинял Дональда в социальном паразитизме, так как Дональд Лейк вел маргинальный образ жизни и злоупотреблял доверием родственников, благодаря чему Леонард находился в состоянии социального конфликта с братом и имел мотив для его убийства.
Кроме этого, в ходе эксгумационных работ были найдены полуразложившиеся тела пяти молодых людей, двое из которых принадлежали афроамериканцам, личности которых установить так и не удалось. Также Ын и Лейк подозревались в причастности к исчезновению 23-летнего Клиффорда Перанто, пропавшего без вести 20 января 1985 года в Сан-Франциско. В ходе расследования выяснилось, что Чарльз Ын непродолжительное время работал в компании «Dennis Moving Company», где у него случился конфликт с Перанто, после чего тот исчез. Среди найденных останков жертв было найдено удостоверение личности 25-летнего Томаса Майерса, жителя города Саратога, но в ходе расследования полиции не удалось доказать следов существования этого человека, в связи с чем следствие склонилось к версии, что это были одни из числа фальшивых документов, которыми пользовался Леонард Лейк.

## Дальнейшая судьба Чарльза Ына
После задержания Леонарда Лейка Чарльз Ын обратился за помощью к Кларалин Балаш, которая помогла ему добраться до его съемной квартиры в Сан-Франциско. Собрав деньги и документы, Ын покинул штат Калифорния и отправился в штат Мичиган, где в городе Детройт 10 июня 1985 года при помощи друга пересек государственную границу с Канадой с целью затеряться на просторах соседнего государства. В конце июня он был замечен на территории города Торонто, где впоследсвии были проведены обширные розыскные мероприятия, которые окончились безуспешно. 6 июля того же года Ын был задержан в одном из супермаркетов города Калгари при попытке украсть продукты. При задержании преступник оказал яростное сопротивление и открыл огонь из пистолета 22-го калибра, в результате которого один из охранников магазина получил ранение в руку. В ходе перестрелки Чарльз Ын был обезврежен и арестован. Ему были предъявлены обвинения в нападении и совершении кражи. В ходе судебного процесса он был осужден и получил в качестве наказания 4 года лишения свободы, которое отбывал на территории Канады. После отбытия наказания США потребовали экстрадировать Ына на территорию штата Калифорния, для того чтобы предать его судебному процессу по обвинению в совершении серийных убийств. Адвокаты Чарльза обратились в Верховный Суд Канады с заявлением, что его экстрадиция нарушает положения Канадской хартии прав и свобод. После двухлетнего международного правового противостояния Верховный суд Канады вынес решение о экстрадиции Чарльза Ына, который был возвращен обратно в США в сентябре 1991 года.
После экстрадиции Ын и его команда адвокатов начали манипулировать правовой системой для того, чтобы отсрочить начало судебного процесса. В 1990-е годы Ын подал несколько абсурдных исков и жалоб против администрации тюремного учреждения на плохое питание, плохое обращение, на неудовлетворительную прочность выданных ему очков, многочисленные обыски в его камере и на запрет занятий оригами. Также Ын пять раз подавал ходатайства о переносе его судебного процесса на территории округа Ориндж, последнее из которых было в конечном итоге удовлетворено в 1994 году, благодаря чему судебный процесс начался лишь в октябре 1998 года. В ходе судебного процесса его вина была полностью доказана, на основании чего он был признан виновным в совершении 11 убийств и 1 июля 1999 года был приговорен к смертной казни, после чего был этапирован для исполнения приговора в камеру смертников тюрьмы Сан-Квентин. На тот момент судебный процесс над Ыном стал самым дорогостоящим в истории штата Калифорния и обошелся в сумму 14 миллионов долларов.
По состоянию на 2022 год, 62-летний Чарльз Ын жив и продолжает дожидаться исполнения своего приговора в тюрьме Сан-Квентин.

## В массовой культуре
- Песня «Snuff Fetish» группы «Ian Brady Bunch» рассказывает о Леонарде Лейке.
- Песня «The Ballad of Leonard and Charles» группы «Exodus» также рассказывает о Леонарде Лейке.
- Дело Леонарда Лейка стало основой для 18 эпизода 2 сезона сериала «Закон и порядок: Специальный корпус» (эпизод «Сезон охоты»).